# 夏斐事件
夏斐事件是1987年发生的轰动中国大陆的重大事件。1987年12月21日，中国青海省果洛藏族自治州大武镇玛沁县第一民族小学四年级二班的一名九岁学生夏斐因期末考考试成绩未达到母亲规定的标准，被母亲毒打4小时之久，最终身受重伤、不治身亡。此事件经12月29日《人民日报》头版报道后，迅速引起关注。其母亲亦受到当地媒体和舆论的批评，后来因后悔，自杀身亡。该事件涉及未成年人保护、亲子关系、中国大陆教育制度等诸多话题，引发了社会广泛关注。

### 引用
1. ↑  1987年12月29日《人民日报》第一版，《青海一小学生竟死于其母棍下》
2. ↑  《果洛藏族自治州志》，第一卷

### 书籍
- 王东华. . 中国妇女出版社. 2003. ISBN 978-7-801-31870-1.